# TBS 뉴스 (라디오 프로그램)
《TBS 뉴스》는 매일 아침 8시, 오전 10시, 오후 2시, 오후 4시, 저녁 6시에 방송되었던 TBS FM의 라디오 뉴스 프로그램이다.

## 기획의도 / 개요
- 정식 타이틀 편성표에는 TBS 뉴스로 표기하고 있다.
- 아나운서 멘트 모두 TBS 정시 뉴스로 표기하고 있다.

## 방송 시간
- 매일 아침 8시, 오전 10시, 오후 2시, 오후 4시, 저녁 6시

## 아나운서
- 나선홍(아나운서팀 팀장)
- 송정애
- 황원찬
- 최지은
- 김보빈
- 김혜지
- 황진하
- 이가희
- 조현아
- 손승희
- 강지연
- 김상아
- 이민준

## 같이 보기
- TBS FM

| TBS FM 오전 프로그램                        |                                                   |                                                   |
| 이전                                        | TBS 8시 뉴스 TBS 10시 뉴스                        | 다음                                              |
| 서울 플러스 1,2부 오늘도 김보빈입니다 1,2부 | TBS 8시 뉴스 TBS 10시 뉴스                        | 서울 플러스 3,4부 오늘도 김보빈입니다 3,4부       |
| 아침 7시 ~ 아침 8시 오전 9시 ~ 오전 10시    | 아침 8시 ~ 아침 8시 5분 오전 10시 ~ 오전 10시 5분 | 아침 8시 5분 ~ 아침 9시 오전 10시 5분 ~ 오전 11시 |
|                                             |                                                   |                                                   |

| TBS FM 오후 프로그램   |                         |                          |
| 이전                   | TBS 2시 뉴스            | 다음                     |
| 손승희의 가요공감      | TBS 2시 뉴스            | 최일구의 허리케인 라디오 |
| 낮 12시 5분 ~ 오후 2시 | 오후 2시 ~ 오후 2시 5분 | 오후 2시 5분 ~ 오후 4시  |
|                        |                         |                          |

| TBS FM 오후 프로그램     |                         |                         |
| 이전                     | TBS 4시 뉴스            | 다음                    |
| 최일구의 허리케인 라디오 | TBS 4시 뉴스            | TBS와 함께 김혜지입니다 |
| 오후 2시 5분 ~ 오후 4시  | 오후 4시 ~ 오후 4시 5분 | 오후 4시 5분 ~ 오후 5시 |
|                          |                         |                         |

| TBS FM 평일 저녁 프로그램 |                         |                               |
| 이전                      | TBS 6시 뉴스            | 다음                          |
| 강지연의 머니특별시       | TBS 6시 뉴스            | 함께 가는 저녁길 서두원입니다 |
| 오후 5시 ~ 5시 56         | 저녁 6시 ~ 저녁 6시 5분 | 저녁 6시 5분 ~ 밤 8시         |
|                           |                         |                               |

| TBS FM 주말 저녁 프로그램 |                         |                          |
| 이전                      | TBS 6시 뉴스            | 다음                     |
| TBS와 함께 김혜지입니다   | TBS 6시 뉴스            | 스윗 멜로디 김상아입니다 |
| 오후 4시 ~ 저녁 6시       | 저녁 6시 ~ 저녁 6시 5분 | 저녁 6시 5분 ~ 밤 8시    |
|                           |                         |                          |